# Edimar
Edimar Curitiba Fraga (ur. 21 maja 1986 w Iconha) – brazylijski piłkarz występujący na pozycji obrońcy w Córdoba CF, do którego jest wypożyczony z Chievo Verona.